# Prędziszów
Prędziszów (inaczej Góra Kamieniołom) – wapienne wzgórze w Częstochowie, na Wyżynie Częstochowskiej, o wysokości 298,2 m n.p.m. Położone w pobliżu ulicy Legionów, w sąsiedztwie obiektów Huty Częstochowa. W skałach wzgórza znajduje się kilka jaskiń.
Wzgórze znajduje się w granicach administracyjnych dzielnicy Zawodzie-Dąbie. Rejestr TERYT wymienia Prędziszów jako część miasta Częstochowy (SIMC: 0931218).
Według części źródeł nazwa Prędziszów odnosi się do części miasta, a Góra Kamieniołom do wzniesienia.